# NGC 4585
NGC 4585 is een balkspiraalstelsel in het sterrenbeeld Hoofdhaar. Het hemelobject werd op 21 april 1865 ontdekt door de Duitse astronoom Heinrich Louis d'Arrest.

## Synoniemen
- MCG 5-30-42
- ZWG 159.37
- IRAS12357+2912
- PGC 42215